# Якуба, Ольга Мироновна
Ольга Мироновна Якуба (укр. Ольга Миронівна Якуба; 6 (19) мая 1908 года, Екатеринослав, Российская империя — 8 декабря 1980, Харьков, Украинская ССР, СССР) — советский украинский учёный-правовед, специалист в области административного права. Первая в Украинской ССР женщина, получившая учёную степень доктора юридических наук (1964), профессор (1967).
Директор Харьковского филиала Всесоюзного заочного юридического института (1943—1949), профессор кафедр государственного и административного права (1966—1971), административного и финансового права (1971—1980) Харьковского юридического института. Среди её учеников были А. И. Свечкарёв и Ю. П. Битяк.

## Биография
Ольга Якуба родилась 6 (19) мая 1908 года в Екатеринославе. Высшее образование получила на юридическом факультете Харьковского института народного хозяйства, который окончила в 1931 году (к тому моменту данный факультет был преобразован в Харьковский институт советского строительства и права). После окончания вуза Ольга Мироновна начала работать на должности референта-консультанта в Всеукраинском центральном исполнительном комитете, а три года спустя перешла на работу в Харьковский областной исполнительный комитет съезда Советов рабочих, солдатских и крестьянских депутатов, где стала ответственным инструктором и возглавила его информационный отдел. В 1938 году Ольга Якуба некоторое время была заместителем директора харьковского Дворца пионеров по педагогической работе.
В том же году, по другим данным в 1939, она поступила в аспирантуру в Харьковский юридический институт (до 1933 года — Харьковский институт советского строительства и права), а в 1941 году заняла должность ассистента на кафедре государственного права этого же вуза. После начала Великой Отечественной войны, в августа 1941 года, Ольга Мироновна была эвакуирована, и продолжила свою трудовую деятельность на должности старшего преподавателя в Свердловском юридическом институте.
В конце 1943 года Ольга Мироновна вернулась в Харьков, и продолжила трудиться в Харьковском юридическом институте на должностях старшего преподавателя, а затем доцента. С того же года и по 1949 год, параллельно, возглавляла местный филиал Всесоюзного заочного юридического института, который подчинялся Харьковскому юридическому институт. Ольга Мироновна совмещала работу в Институте с общественно-просветительской работой, начиная с 1950, и на протяжении следующих десяти лет, она входила в президиум и занимала должность заместителя председателя харьковской областной ячейки общества «Знание».
В 1966 году, после нескольких реорганизаций, кафедра, на которой работала Ольга Мироновна, стала называться кафедрой государственного и административного права, а сама О. М. Якуба заняла на ней должность профессора. Работая на этой кафедре, она преподавала курс по государственному строю ряда европейских стран «социалистического лагеря». С 1971 года Ольга Мироновна продолжала работать на кафедре административного и финансового права этого же вуза, где также была профессором.
Ольга Мироновна Якуба скончалась 6 декабря 1980 года в Харькове.

## Научно-педагогическая деятельность
В круг научно-исследовательских интересов Ольги Якубы входили ряд проблем государственного и административного права, в числе которых были: права человека, государственное управление, административная ответственность и административное принуждение.
В 1943 году Ольга Мироновна защитила диссертацию на соискание учёной степени кандидата юридических наук по теме «Чрезвычайные органы советского социалистического государства», а в 1964 году — на соискание докторской степени по теме «Административная ответственность по советскому праву в свете дальнейшего усиления охраны прав личности». В том же году ей была присвоена степень «доктор юридических наук», и О. М. Якуба стала первой в Украинской ССР женщиной, имеющей такую учёную степень. В 1945 году О. М. Якубе было присвоено учёное звание доцента, а в 1967 — профессора.
Помимо научной и педагогической работы, Ольга Мироновна Якуба занималась практической работой. При её участии были разработаны несколько Законов Украинской ССР в области административного права, в том числе: «О порядке отзыва судей и народных заседателей» и «О местных советах депутатов трудящихся Украинской ССР». Она принимала участие в составлении ряда сборников союзного и украинского республиканского законодательства и нормативных актов. Кроме того, была одним из разработчиков проектов Положений «Об адвокатуре Украинской ССР» и «О гражданском совете пункта охраны порядка».
Ольга Мироновна занималась подготовкой научных кадров, под её научным руководством защитили свои диссертации девять кандидатов юридических наук (десятый ученик О. М. Якубы — А. А. Нечитайленко защитил свою диссертацию уже после смерти Ольги Мироновны, в 1982 году, под руководством Р. С. Павловского). Среди подготовленных ей кандидатов юридических наук были: Ю. П. Битяк (1979), В. Н. Касьянов (1973), А. П. Лончаков (1970), А. С. Михайлов (1971), Л. И. Рябинин (1973), А. И. Свечкарёв (1956), Ф. Д. Финочко (1968), В. П. Шишкин (1975). Кроме того, Ольга Мироновна выступала официальным оппонентом В. Л. Зеленько, А. В. Мищенко, А. Н. Крамника, В. В. Цветкова и М. В. Цвика во время защиты ими кандидатских диссертаций. Ученики Ольги Мироновны являются представителями «Научной школы профессора О. М. Якубы».
О. М. Якуба была автором более чем 80 научных трудов. Среди них основными считаются: «Основы советского государственного управления» (1947), «Принципы социального демократизма в организации местных советов депутатов трудящихся» (1962), «Административная ответственность» (1972), «Советское административное право» (1975), «Формы и методы государственного управления» (1977, соавтор).

## Семья
Дочерью Ольги Мироновны была Елена Александровна Якуба (1929—2002). Она имела учёную степень доктора философских наук. Работала в Харьковском государственном университете имени А. М. Горького (с 1999 — ХНУ им. В. Н. Каразина), где занимала должности профессора кафедры философии (1972—1980), а затем с 1980 года возглавляла созданную по её инициативе кафедру социологии. В 1988 году инициировала создание социологического отделения (которое позже переросло в факультет). В 1999 году ей было присвоено почётное звание «Заслуженный профессор Харьковского национального университета имени В. Н. Каразина».
Внучка Ольги Мироновны Ирина Шевченко продолжила семейные традиции и также занялась наукой. Она стала доктором филологических наук, получила учёное звание профессора, была избрана действительным членом Академии наук высшей школы Украины. Работала на должностях заведующей кафедрой делового иностранного языка и перевода в Харьковском национальном университете имени В. Н. Каразина и профессора на кафедре германской и романской филологии Харьковского гуманитарного университета «Народная украинская академия».

## Награды и оценки
За период своей научно-преподавательской деятельности Ольга Мироновна была удостоена ряда грамот от министерств высшего и среднего специального образования СССР и Украинской ССР и юстиции Украинской ССР, а также медали «За доблестный труд в Великой Отечественной войне 1941—1945 гг.».
Советский и украинский государственный и политический деятель Г. К. Крючков характеризовал своих институтских наставников, которые для него были примерами для подражания, в число которых входила и Ольга Мироновна, как принципиальных людей, которые не поддавались конъюнктуре, а жили по закону и по совести.